# Terrell Suggs
Terrell Raymonn Suggs (* 11. Oktober 1982 in Minneapolis, Minnesota) ist ein US-amerikanischer American-Football-Spieler auf der Position des Linebackers. Er gewann mit den Baltimore Ravens den Super Bowl XLVII und spielte zuletzt für die Kansas City Chiefs in der National Football League (NFL).

## Karriere

### College
Suggs spielte College Football für die Arizona State University auf der Position des Defensive Ends und erzielte 163 Tackles. 2002 erhielt er die Bronko Nagurski Trophy.

### NFL
Die Baltimore Ravens wählten ihn 2003 in der ersten Runde des NFL Drafts als zehnten Spieler aus. In der Saison 2003 wurde er als NFL Defensive Rookie of the Year ausgezeichnet.
Für seine Leistungen in der Saison 2011 wurde Suggs als Defensive Player of the Year ausgezeichnet. Mit den Ravens gewann er nach der Saison 2012 den Super Bowl (Super Bowl XLVII).
Nach 16 Jahren in Baltimore wechselte Suggs zum Anfang der Saison 2019 nach Arizona zu den Arizona Cardinals. Dort unterschrieb er am 11. März 2019 einen Vertrag über zwei Jahre. Nach 13 Spielen wurde Suggs entlassen. Daraufhin verpflichteten die Kansas City Chiefs Suggs über das Waiver Wire. Mit den Chiefs gewann er den Super Bowl LIV.